# Cesare l'Immortale
Cesare l'Immortale - Oltre i confini del mondo è un romanzo di fantasy mitologico scritto da Franco Forte, ambientato in una Roma imperiale alternativa dove Giulio Cesare ha solo inscenato la propria morte al fine di tornare al comando di una legione segreta, con cui brama di raggiungere gli Dei.
Il romanzo ha una fortissima connotazione storica, ma riesce a divergere da tale tradizione grazie a una collaudata alchimia con il genere fantasy e la mitologia latina, greca e celtica, che emerge gradualmente con il susseguirsi degli eventi. La storia viene raccontata dal punto di vista di diversi personaggi, con una forte prevalenza dei ruoli di Cicerone e Cesare stesso.

## Trama
Cesare è stufo della politica di Roma e si adopera con ostinatezza e ingegno, insieme ai suoi più fidi collaboratori, per tornare alla precedente vita da generale e conquistatore, con un obiettivo però che trascende le turme di Galli e Celti affrontati in passato per evolversi in qualcosa di ultraterreno: il segreto per la vita eterna celato dagli Dei.
Al servizio del condottiero per raggiungere gli Dei ci saranno gli scritti degli Antichi Greci e un concilio di grandi personaggi storici, legati da sempre a Cesare, e desiderosi di spartirsi il più ambito dei bottini. Gli eventi partiranno dalla messa in scena delle Idi di Marzo e proseguiranno con lo svelare la composizione della Legio Caesaris a Cicerone, scelto da Cesare in persona proprio per il suo intelletto e la sua scarsa propensione all'accondiscendenza che sembra circondare il dittatore in ogni sua relazione. Una volta ritrovate tutte le più importanti personalità della legione, si partirà dalle coste della Sardinia verso le Colonne d'Ercole per poi navigare sulle coste del Portogallo seguendo gli scritti del greco Pitea verso le coste della Britannia. Tuttavia gli imprevisti e i cambiamenti di rotta in una sì ambiziosa impresa saranno inevitabili e la Legio Caesaris raggiungerà presto territori dominati dal misticismo e dalla promessa della vita eterna.

## Personaggi
- Gaio Giulio Cesare: il condottiero per eccellenza, capace più di ogni cosa di conquistare, ora vuole l'immortalità. Il personaggio è carico di significati, in particolare lo scontro tra le grandi capacità e la smisurata ambizione. La consapevolezza del suo ascendente sugli altri uomini fa sì che scelga Cicerone, e la sua perspicacia, come suo secondo in comando. Come ogni grande conquistatore Cesare è guidato dal desiderio di raggiungere e catturare tutto ciò che è in suo potere ed anelare ciò che ne va oltre. Una versione del dittatore del tutto credibile, egocentrica e appassionante.
- Marco Tullio Cicerone: il laticlavius di Cesare, è un personaggio avanti con gli anni, costantemente combattuto internamente su ciò che è giusto fare e il raggiungimento di quella vita eterna che sembra un così scarso premio al suo filosofico asservimento alla verità. Attratto dal sapere si mostra sempre un valido antagonista nelle conversazioni con Cesare.

## Edizioni
- Franco Forte, Cesare l'immortale. Oltre i confini del mondo, Omnibus, Milano, Arnoldo Mondadori Editore, 28 giugno 2016,  p. 365, ISBN 9788804661672.